# Бойцовский клуб 2
Fight Club 2 (с англ. — «Бойцовский клуб 2») — графический роман, написанный Чаком Палаником и проиллюстрированный Камероном Стюартом, являющийся сиквелом книги Паланика «Бойцовский клуб».

## История публикаций
В 2013 году, на фестивале Comic-Con, Чак Паланик объявил работу над продолжением к «Бойцовскому клубу», которое выйдет в форме графического романа. Согласно Паланику, «скорее всего, это будет серия выпусков, в которой будет рассказана история, имеющая место 10 лет спустя после кажущейся смерти Тайлера Дёрдена. Теперь Тайлер рассказывает историю, прячась в Рассказчике, подготавливая своё возвращение. Марле скучно. Их любовная лодка разбивается о рифы мещанской тоски. Только когда Тайлер похищает их сына, Рассказчику приходится вернуться в прежний мир хаоса».
В 2014 году было объявлено, что издательство Dark Horse Comics выпустит графический роман в виде 10 изданий, выпуск первого из которых запланирован на май 2015 года. Большинство из персонажей книги появятся в романе, как и организация «Проект „Разгром“». Кроме этого, будет введён новый персонаж — 9-летний сын Рассказчика. По словам Паланика, «„Бойцовский клуб“ был неким протестом против отцов, размышлениями о том, чего они не сделали, и как сыновья, сверстники героя, старались за них держаться. В сиквеле герой находит себя в том же возрасте, что его отец, когда сын пытался „разгромить“ его. "Я хочу исследовать, может ли он быть лучшим отцом, чем был его собственный».

## Синопсис
Действие происходит спустя несколько лет со времён оригинала. Сами события описываются от лица Тайлера Дёрдена — альтер эго главного героя. Рассказчик (теперь его имя Себастьян) переживает не лучшие времена: он продолжает сидеть на лекарствах, его брак с Марлой Сингер трещит по швам, а в семье тем временем растёт их сын, девятилетний Джуниор. Сама Марла тоже не в восторге от своего мужа: ей не хватает той страсти, что была между ними, когда Себастьян был Тайлером Дёрденом. Но терпение Марлы иссякает: она подменяет лекарства Себастьяна, благодаря чему Тайлер вырывается на свободу.

## Сюжет

### Часть первая
С момента окончания оригинала прошло 9 лет. Отсидев в психушке, Рассказчик остепенился. Он женился на Марле Зингер, у них растёт сын Джуниор, а сам герой (который теперь зовёт себя Себастьяном) возвращается к рутинной работе, исправно принимает различные медикаменты и посещает психолога, дабы держать Тайлера в себе. Но не всё так радужно. Герой понимает, что он становится для своего сына тем же проблемным отцом, что и его собственный. Кроме того, повсюду ему встречаются парни из «Комитета неповиновения». Марле, по-прежнему посещающей группы больных, не хватает страсти, что была между ней и Тайлером. В тайне от мужа, она подмешивает ему в пилюли сахар или аспирин вместо лекарства, желая выпустить Дёрдена на волю. Дни идут, а Себастьяну всё тяжелее. Его вновь охватывают приступы агрессии, вновь мучает бессонница. В одну из ночей, Тайлер Дёрден окончательно освобождается. Он приходит к Себастьяну «попрощаться». После этого в доме героя вспыхивает пожар. Ему и Марле удаётся выбраться, но комната Джуниора охвачена красным пламенем.

### Часть вторая
Дом сгорел дотла, Марла и Себастьян остались живы. Джуниору повезло меньше. В сгоревшем доме были найдены следы нитрата калия, изготовленного в домашних условиях. Возможно, дом был подожжён. Теперь пара живёт в мотеле. На следующий день, они идут к оценщику, чтобы оценить степень убытков. Но оказывается, что от их имени уже была заявка — застрахован Джуниор, на пять миллионов долларов. Так было указано в докладе ФБР. Себастьян вспоминает, что агенты ФБР уже наведывались к нему после того, как он вышел из психушки и спрашивали о его родителях (оба погибли при пожарах). У начальника пожарной охраны Марла и Себастьян узнают, что тело, которое было найдено, принадлежит убитому Раулю Кенсингтону. Сын Себастьяна похищен. Себастьян понимает, что тут не обошлось без участников «Комитета неповиновения». Собрав необходимые вещи, Себастьян решает вернуться туда, откуда все началось — в дом на Paper street.

### Комментарии
1. ↑  Как замечено в начале первого выпуска: «Теперь он называет себя Себастьяном. Десять лет назад ему было суждено стать очередным Александром Великим, новым Чингисханом. Но нет, Себастьян…».